# Шоул-Крік-Естейтс (Міссурі)
Шоул-Крік-Естейтс (англ. Shoal Creek Estates) — селище (англ. village) в США, в окрузі Ньютон штату Міссурі. Населення — 107 осіб (2020).

## Географія
Шоул-Крік-Естейтс розташований за координатами 37°1′2″ пн. ш. 94°29′36″ зх. д. / 37.01722° пн. ш. 94.49333° зх. д. (37.017340, -94.493404).  За даними Бюро перепису населення США в 2010 році селище мало площу 0,30 км², уся площа — суходіл.

## Демографія
Згідно з переписом 2010 року, у селищі мешкало 96 осіб у 35 домогосподарствах у складі 29 родин. Густота населення становила 325 осіб/км².  Було 35 помешкань (118/км²).
Расовий склад населення:
| - 95,8 % — білих - 2,1 % — чорних або афроамериканців |

До двох чи більше рас належало 2,1 %. Частка іспаномовних становила 5,2 % від усіх жителів.
За віковим діапазоном населення розподілялося таким чином: 26,0 % — особи молодші 18 років, 57,3 % — особи у віці 18—64 років, 16,7 % — особи у віці 65 років та старші. Медіана віку мешканця становила 43,0 року. На 100 осіб жіночої статі у селищі припадало 104,3 чоловіків;  на 100 жінок у віці від 18 років та старших — 86,8 чоловіків також старших 18 років.
Медіана доходів становила 62 500 доларів для чоловіків та 32 500 доларів для жінок. За межею бідності перебувало 7,1 % осіб, у тому числі 0,0 % дітей у віці до 18 років та 0,0 % осіб у віці 65 років та старших.
Цивільне працевлаштоване населення становило 62 особи. Основні галузі зайнятості: освіта, охорона здоров'я та соціальна допомога — 29,0 %, транспорт — 16,1 %, роздрібна торгівля — 16,1 %.